# Elecciones presidenciales de Colombia de 1841
Las Elecciones presidenciales de 1841 eligieron al Presidente de la Nueva Granada para el período consecuente.

## Colegio Electoral
| ' | Candidato a presidente | Votos |
| - | ---------------------- | ----- |
|   | Vicente Azuero         | 596   |
|   | Pedro Alcántara Herrán | 581   |
|   | Eusebio Borrero        | 377   |
|   | Otros                  | 70    |

## Perfeccionamiento
Realizadas en medio de la guerra civil de los Supremos y la represión violenta contra la oposición del gobierno del presidente Márquez. El candidato más seguro del partido federalista el general Obando fue proscrito por gobierno desde 1837 y muerto el general Santander en 1840, asumió las banderas del partido federalista (futuro partido Liberal) el doctor Vicente Azuero; mientras, el partido Ministerial (futuro partido Conservador) nominó al general Herrán, Secretario de Guerra del presidente Márquez, y el general Borrero por un sector de santanderistas moderados separados del partido Ministerial.
Preso el doctor Azuero por orden del gobierno, obtuvo la mayoría simple de los votos de los colegios electorales, exigiendo la ley la mayoría absoluta; por  lo cual correspondió al Congreso, dominado por el partido Ministerial, elegir entre los tres candidatos más votados. Resultando elegido el candidato del partido Ministerial, general Pedro Alcántara Herrán, como presidente de la república y reelegido Domingo Caycedo como vicepresidente.